# گشتاور خمشی

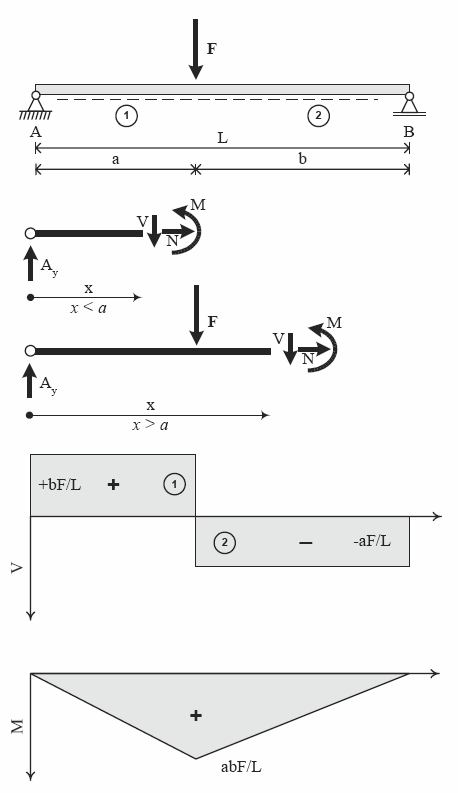
نمودار یک تیر افقی بارگذاری‌شده با نیروی متمرکز عمودی (F)، قرارداد علامت لحظه (M) و نیروی برشی (V)، و نمودارهای تنش ارائه‌شده توسط آن‌ها (نمایش‌داده‌شده با علامات کنوانسیون اروپایی، که با آنگلوساکسون متفاوت است.)

دریک عضو از سازه، لنگر خمشی یا گشتاور خمشی زمانی به وجود می‌آید که گشتاور وارد شده به عضو، باعث ایجاد خمش شود. گشتاور یا لنگر به صورت حاصلضرب نیرو در فاصله شناخته شده و با واحدهای نیوتون-متر (N.m) و پوندنیرو-فوت (lbf.ft) اندازه‌گیری می‌شود. مفهوم خمش در مهندسی (به ویژه در مهندسی عمران و مکانیک) و فیزیک، از اهمیت بالایی برخوردار است. یکاهای درست و صحیح آن به صورت نیرو در فاصله بیان می‌شود. برخی از دانشمندان بر این باورند که مهندسانی که از واحدهای نادرست دیگر در محاسباتشان استفاده می‌کنند، دچار اشتباه خواهند شد.
تنش‌های کششی و فشاری اعضای سازه، متناسب با تغییر اندازهٔ لنگر خمشی، تغییر می‌کنند. با این وجود، این نوع از تنش‌ها به اندازهٔ لنگر دوم سطح مقطع نیز بستگی دارد. شکست خمشی زمانی رخ می‌دهد که لنگر خمشی وارد شده، باعث ایجاد تنش‌های کششی‌ای شود که از حد تسلیم مصالح، بیشتر باشد. البته احتمال دارد که لحظهٔ شکست ناشی از برش در عضو سازه، زودتر از شکست خمشی آن فرا برسد. اگرچه مکانیزم شکست در برش و خمش متفاوت هستند.
در واقع، لنگر خمشی یک عضو، عبارت است از مجموع لنگرهای ناشی از نیروهای خارجی وارد شده از جهت‌های مختلف بر آن عضو. نیروها و گشتاورهایی که به هر سمت از المان وارد می‌شوند، باید برابر باشند تا همدیگر را خنثی کرده و تعادل را در عضو سازه‌ای مورد نظر برقرار کنند؛ بنابراین لنگر خمشی، به صورت مجموع لنگرهای اعمال شده (بدون در نظر گرفتن جهت نیروها) خواهد بود.
گشتاورها به صورت حاصل ضرب نیروهای برداری (شامل بارها و واکنش تکیه‌گاه‌ها) در فاصله از نقطه‌ای که بارها اعمال شده‌اند، محاسبه می‌شوند. در تحلیل یک عضو سازه‌ای، محاسبهٔ لنگر در دو انتهای عضو، ابتدا، وسط و انتهای بارهای گستردهٔ یکنواخت و در محل اعمال بارهای نقطه‌ای، از اهمیت بالایی برخوردار است. البته در محل «مفصل‌ها»، امکان دوران وجود داشته و لنگر در این نقاط صفر است؛ بنابراین مقاومتی در برابر نیروی دوران وجود ندارد. اگر خمش ساعتگرد را منفی در نظر بگیریم، آن گاه لنگر خمشی منفی، باعث شکم دادن به سمت پایین و در گشتاور مثبت نیز موجب انحناء به سمت بالا خواهد شد. با این حساب در نقطه‌ای از یک تیر، که در آن، لنگر خمشی صفر است، خمش معکوس رخ داده و از حالت شکم به بالا به حالت شکم به پایین تغییر می‌کند یا بالعکس.
معمولاً این طور قرارداد می‌شود که گشتاور خمشی سمت چپ نقطهٔ مورد نظر را مثبت در نظر می‌گیرند که با مشتق دوم تابعی متناسب است که در زمان انحنا به سمت پایین، دارای مقداری مثبت می‌باشد. در این حالت، برای تعریف خمش و انحنا و به دست آوردن مقادیر آن‌ها، می‌توان از دیفرانسیل استفاده کرد.
مقادیر بحرانی در تیرها، معمولاً در نمودار گشتاور خمشی مورد استفاده قرار می‌گیرد. در بیشتر موارد، لنگر منفی در بالای خط افقی صفر نمودار و لنگر مثبت نیز در پایین خط رسم می‌شود. لنگر خمشی در نواحی بدون بار تیر به صورت خطی و در نواحی با بار یکنواخت، به صورت سهمی خواهد بود.